# Zopet doma
»Zopet doma« je skladba in tretji single Aleksandra Mežka iz leta 1977, ki je hkrati tudi avtor glasbe in besedila.

## Slovenska popevka '77
S skladbo »Zopet doma« se je Mežek udeležil festivala Slovenska popevka '77 v Celju, kjer je prejel nagrado za skladatelja debitanta.

## Snemanje
Producent je bil Aleksander Mežek, snemanje pa je potekalo v IBC Studios, London. Single je bil izdan pri založbi RTV Ljubljana in na albumu Kje so tiste stezice pri isti založbi.

## Zasedba

### Produkcija
- Aleksander Mežek – glasba, besedilo, aranžma, producent
- Dave Cooke – aranžma
- Paul Buckmaster – tonski snemalec

### Studijska izvedba
- Aleksander Mežek – akustična kitara, vokal
- Dave Cooke – klaviature, kitare
- Bill Thorpe – violina, viola
- Mike Copley – flavta
- Jim Russel – bobni
- Tim Hatwell – bas kitara
- Derek Collins – saksofon
- Brother James – tolkala

## Mala plošča
7" vinilka
- »Zopet doma« (A-stran) – 3:05
- »Run, Run« (B-stran) – 3:45